# Asesinato de Jonelle Matthews
Jonelle Renee Matthews (Santa Bárbara, California; 9 de febrero de 1972-Greeley, Colorado; c. 20 de diciembre de 1984) fue una adolescente estadounidense de 12 años que desapareció cerca de Greeley (Colorado), el 20 de diciembre de 1984. Sus restos fueron descubiertos el 24 de julio de 2019 por unos obreros que instalaban una nueva tubería a unos 24 km de su casa. Steven Pankey fue condenado a cadena perpetua el 31 de octubre de 2022, tras su detención y juicio por el asesinato de Matthews.

## Antecedentes
Jonelle Matthews nació el 9 de febrero de 1972, hija de Terri Vierra, de 13 años, en el Cottage Hospital de Santa Bárbara (California). Fue dada en adopción seis semanas después por James «Jim» y Gloria Matthews. Matthews se uniría a una hermana mayor en el hogar familiar. Varios años más tarde, la familia se mudó de California a Colorado. Su padre se convertiría más tarde en director de la escuela primaria Platte Valley en Kersey (Colorado).

## Desaparición
La noche del 20 de diciembre de 1984, Matthews actuaba en un concierto navideño en el IntraWest Bank de Denver como miembro del coro de la escuela secundaria Franklin de Greeley. Su padre estaba en el partido de baloncesto de su hermana y su madre se encontraba temporalmente fuera del estado cuidando a un familiar enfermo. Después de que su amiga Deanna y el padre de esta, Russ Ross, la llevaran a casa, Matthews llegó a su casa en Greeley a las 20:15 horas. Pasados unos quince minutos (aprox. 20:30), Matthews respondió una llamada telefónica y tomó un mensaje para su padre. Esa llamada fue la última vez que se sabe que alguien habló con ella, aparte de su secuestrador.
El padre de Matthews llegó a casa a las 21:30 y encontró la puerta del garaje abierta, pero no había nadie en la casa. Los zapatos y el chal de Matthews estaban cerca de un calentador en la sala de estar, donde solía sentarse. La hermana mayor de Matthews, Jennifer, llegó a casa a las diez de la noche, pero no la vio. Su padre comenzó a preocuparse y llamó a la policía. La policía llegó a las 22:15 y encontró huellas en la nieve, lo que indicaba que alguien había estado mirando por las ventanas. No había señales de lucha ni de entrada forzada. Con la nieve en el suelo, Jim Matthews pensó que era poco probable que su hija se hubiera alejado mucho sin llevar zapatos.
Durante varias semanas después de la desaparición, las fuerzas del orden pusieron bajo vigilancia a la madre biológica de Matthews, Terri Vierra-Martínez, sin decirle que la joven había desaparecido. En 1994, una década después de su desaparición, Jonelle Matthews fue declarada legalmente muerta. En 1997, Gloria Matthews recibió una carta de Vierra en la que le pedía permiso para visitarla. Vierra había contratado a un consultor de búsqueda para que le ayudara a localizar a la niña que había dado en adopción. Los Matthews informaron a Vierra de lo sucedido.
Años después de la desaparición de Matthews, sus padres se mudaron a Filipinas como misioneros y, tras jubilarse, se trasladaron a Costa Rica. La hermana de Matthews se casó y se mudó fuera de Colorado.

## Interés por el caso
La desaparición de la joven, coincidiendo con el período navideño, atrajo el interés del público. Matthews fue una de las primeras «niñas de los cartones de leche»: su foto y la fecha de su desaparición se imprimieron en los cartones de leche durante un tiempo como parte de una campaña nacional para encontrar a niños desaparecidos cuyo origen se remonta al caso de Etan Patz. En 2018, la policía de Greeley volvió a ponerse en contacto con los testigos y aplicó los últimos avances forenses en su investigación. Apareció en la base de datos del Centro Internacional para Personas Desaparecidas y No Identificadas.
Se plantó un cerezo silvestre frente a la escuela secundaria Franklin en memoria de Matthews. El árbol murió al cabo de unos años y desapareció una placa con el nombre de Matthews.

## Descubrimiento de los restos
Unos excavadores que instalaban una tubería descubrieron restos humanos a las 16:50 del martes 23 de julio de 2019, cerca de la intersección de las carreteras comarcales 34.5 y 49, a unos 24 km al sureste de la antigua casa de la familia Matthews. Basándose en pruebas de ADN, la oficina del forense del condado de Weld identificó positivamente los restos como los de Jonelle Matthews. El informe forense indicaba que la causa de la muerte de Jonelle fue «una herida de bala en la cabeza».

## Investigación

### Identificación del sospechoso y registros
El 13 de septiembre de 2019, el Departamento de Policía de Greeley anunció que Steven Dana Pankey, un antiguo residente de Greeley que se presentó como candidato a gobernador de Idaho en 2014 y 2018 y a vicegobernador en 2010, era una persona de interés en el secuestro y la muerte de Matthews.
El miércoles 4 de septiembre de 2019, la policía de Twin Falls (Idaho) registró el apartamento de Pankey con una orden judicial que afirmaba que los investigadores tenían motivos fundados para creer que Pankey había secuestrado y asesinado a Matthews. Pankey y su exmujer, Angela Hicks, vivían a unos cinco kilómetros de la casa de los Matthews y él había sido pastor juvenil en la iglesia a la que asistía la familia Matthews. El comandante de la policía de Greeley, Roy Smith, declaró que Pankey «había intentado en repetidas ocasiones hablar con los detectives» sobre el caso Matthews, pero se negó a responder a las preguntas cuando los detectives viajaron a Twin Falls el 15 de agosto de 2019.

### Declaración del sospechoso
Pankey supo que era una persona de interés en septiembre de 2019, cuando fue entrevistado por el diario Idaho Statesman. En declaraciones al rotativo, aseguró que no conocía a Matthews ni a su familia y que solo había oído hablar de ellos tras la desaparición. Afirmó que él y su esposa estaban en casa la noche de la desaparición. Dijo que tenían previsto salir de la ciudad al día siguiente para pasar las Navidades con familiares en la zona de Big Bear Lake (California), y que ya habían cargado el coche en previsión de la salida. Décadas más tarde, Pankey proporcionó a los investigadores documentos relacionados con este viaje, que según la policía contenían «declaraciones falsas y detalles superfluos».

### Implicación del sospechoso en el caso
Meses después de la desaparición de Matthews, Pankey asistió a un servicio religioso en el que un ministro afirmó que la niña sería encontrada sana y salva. Hicks afirmó haber oído a Pankey murmurar en respuesta, acusando al ministro de ser un «falso profeta». En 2008, el hijo de Pankey fue asesinado. Según se informa, en el funeral de su hijo, Hicks oyó a Pankey decir: «Espero que Dios no haya permitido que esto sucediera por culpa de Jonelle Matthews».
La policía anunció que Pankey había sido durante mucho tiempo una persona de interés en el caso. Pankey afirmó repetidamente tener conocimiento del crimen y había pedido «inmunidad a cambio de información». La acusación penal decía que «se había involucrado intencionadamente en la investigación en numerosas ocasiones a lo largo de los años, afirmando tener conocimiento del crimen, lo que se volvió inconsistente e incriminatorio con el tiempo». Pankey había afirmado que, la noche del secuestro de Matthews, se utilizó un rastrillo para borrar las huellas dejadas en la nieve. También afirmó haber visto a los alumnos de la escuela secundaria a la que asistía Matthews volver a casa.
La exmujer de Pankey, Angela Hicks, dijo que comenzaron su viaje el 22 de diciembre, dos días después de la desaparición de Matthews. También dijo que este viaje fue inesperado. Hicks dijo que regresaron a Greeley el 26 de diciembre y que Pankey mostró un interés inusual por la desaparición. Dijo que, durante el viaje de vuelta, Pankey «de forma poco habitual, escuchó la radio en busca de noticias sobre la desaparición de la niña». También dijo que, tras su regreso, Pankey la obligó a leerle artículos de periódico relacionados con el caso. Según la declaración de la acusación de 2020, poco después de su regreso a Greeley, Pankey comenzó a excavar en su jardín. Por esas fechas, un coche que estaba guardado en su propiedad se incendió y el coche quemado «fue desechado en un desguace». Pankey concedió una entrevista al Times-News y dijo que la policía le estaba incriminando por su sexualidad, identificándose a sí mismo como «homosexual célibe».

### Cargos y reacción
El 13 de octubre de 2020, Pankey fue acusado de asesinato en primer grado y secuestro por la muerte de Matthews. Permaneció detenido sin fianza en la cárcel del condado de Ada, ubicada en Boise, hasta que fue extraditado a Colorado. Pankey tenía 69 años en el momento de su acusación.
Jennifer (Matthews) Mogensen, la hermana mayor de Matthews, dijo que su familia experimentó «cierto cierre» cuando se enteró de que su hermana había sido asesinada; además, afirmó que considera la detención de Pankey «otro regalo para nuestra familia». Según se informa, el padre de Mogensen, Jim Matthews, estaba «especialmente emocionado por ver que se hacía justicia». Mogensen dijo que, aunque en 1984 había habido rivalidad entre ella y su hermana menor, la desaparición y el asesinato eliminaron la posibilidad de que las dos hermanas se acercaran más.

## Juicio
Con la acusación formal, Pankey fue extraditado desde Idaho para comparecer ante un tribunal ubicado en Greeley el 30 de octubre de 2020.

### Primer juicio
El juicio de Pankey comenzó el 14 de octubre de 2021 y finalmente terminó con la nulidad del mismo apenas tres semanas después, el 4 de noviembre, debido a que el jurado no llegó a un veredicto. Dichos miembros votaron a favor de condenar a Pankey por un único delito menor de realizar declaraciones falsas a la policía, pero no llegaron a un veredicto unánime sobre los cargos de secuestro y asesinato. La fiscalía argumentó que el comportamiento y las declaraciones de Pankey lo incriminaban en el asesinato, pero el abogado defensor de Pankey argumentó que su «interés obsesivo» en el caso podía atribuirse al síndrome de Asperger.

### Segundo juicio
Tras el nuevo juicio, Pankey fue declarado culpable del secuestro y asesinato de Jonelle Matthews por un jurado del condado de Weld el 31 de octubre de 2022. Fue condenado a una pena de entre 20 años y cadena perpetua. La fecha más temprana en la que podría salir en libertad es en 2040.